# Tetela del Volcán
Tetela del Volcán és un municipi de l'estat de Morelos. Tetela del Volcán és el cap de municipi i principal centre de població d'aquesta municipalitat. Aquest municipi és a la part nord-oriental de l'estat de Morelos. Limita al nord amb l'estat de Mèxic, al sud amb Cuautla, l'oest i a l'est amb l'estat de Mèxic.